# Karel Ladislav Kukla
Karel Ladislav Kukla (29. ledna 1863 Sedlčany – 29. října 1930 Praha) byl prozaik, dramatik, novinář, nakladatelský redaktor, mystifikátor a překladatel z angličtiny a francouzštiny. Současným čtenářům je známý především svou knihou Podzemní Praha.

## Mládí a rodina
Narodil se jako první syn sedlčanského tkalce Josefa Kukly a jeho manželky Marie Příhodové. Základní vzdělání získal v Sedlčanech. Roku 1884 se rodina přestěhovala do Prahy na Královské Vinohrady a otec se stal obchodníkem s uhlím a dřívím. Karel Kukla studoval práva na pražské univerzitě, ale studia nedokončil a psával se s titulem JUC.
V Praze se oženil se šestnáctiletou Marií Chmelařovou, s níž měl dvě dcery a syna, který brzy po narození zemřel. Jeho mladší bratr Ladislav (* 1871) pracoval jako dozorce vězňů u zemského soudu v Praze.

## Kariéra
V letech 1905–1914 Vystřídal různá zaměstnání, byl například ředitelem zoologické zahrady Svět zvířat v Praze - Bubenči, novinářem či redaktorem.
Už jako poměrně mladý zazářil aktovkou Anatomové, která se na repertoár Národního divadla dostala v době, kdy bylo Kuklovi sotva 21 let. Hra byla příznivě přijata i dobovými kritiky. Úspěch Kukla sklidil i svou následující činohrou Svatební noc, která následně získala Nerudovu cenu.
V dalších letech se K. L. Kukla i přes dosavadní úspěchy divadelní tvorbě příliš nevěnoval a naplno žil novinářským řemeslem. Psal fejetony do Národní politiky. Pro nakladatele Bedřicha Kočího redigoval Národní obzor a Velký lidový slovník naučný. Redigoval také přírodopisný Svět zvířat a jiné tiskoviny. Vedle toho do češtiny z angličtiny přeložil Twainova Dobrodružství tuláka Finna (1893). Převyprávěl i pohádky Boženy Němcové (1906).
K. L. Kukla žil poměrně bohémským životem. Miloval život noční Prahy, jako investigativní novinář si oblíbil prostředí pražské galérky. Jeho reportáže žel trpěly značným zkreslováním a zveličováním pražského života, pražského podsvětí zvláště. Výsledkem toho byla jeho nejznámější braková díla z pražského podsvětí.
Ve fiktivní reportáži Podzemní Praha například popisuje ve skutečnosti neexistující podzemní labyrint pod hlavním městem, který podle Kukly podzemními štolami spojuje pražské Židovské pece s podzemím Vyšehradu. Jinými podzemními chodbami vedenými pod dnem Vltavy je pravobřežní podzemní Praha spojena s podzemím na pravém břehu Vltavy. Různými chodbami se tak lze podle Kukly dostat až daleko za Břevnov.
Jeho smyšlené reportáže – zvláště Podzemní Praha – byly na přelomu 19. a 20. století i během první republiky velice populární. Miroslav Josef Krňanský natočil podle Kuklovy knihy Bahno Prahy němý film. Podzemní Praha se jako tragikomedie dostala koncem dvacátých let do repertoáru Tylova divadla. Začátkem sedmdesátých let 20. století se skupina chlapců ze Speleologického klubu Praha snažila v pražských Nuslích najít legendární a Kuklou zpopularizovaný Hotel Díra.

## Dílo
(výběr)
- Anatomové. Charakterní obrázek o 1 aktu. V Praze, v Karlíně M. Knapp, 1884.
- Svatební noc. Obraz ze života o jednom aktu. Občanská beseda : veselohra z maloměstského života o 1 aktu. V Praze, M. Knapp, 1889.
- Ze všech koutů Prahy. Rozmarné obrázky z pražského života. Praha, Jos. R. Vilímek, 1894.
- Praha ve dne v noci. Příprava vydání Körber Pavel. Praha: Körber, 1904. Dostupné online. – kapitola K.L.Kukla : Konec Ghetta.
- Noční Prahou. Humoristický román. Praha, Pavel Körber, 1905.
- Velký lidový slovník naučný. Praha, B. Kočí, 1907.
- Děti křtěné Vltavou. Praha, V. Švec, 1928.
- Podzemní Praha. Dobrodružné romanetto z hlubin a bludiště pražského podsvětí. Praha, Jan Kotík, 1920.
- Praha neznámá. Tři knihy romanet, povídek, humoresek a vzpomínek ze Staré i Nové Prahy. Praha, Mořem a Pevninou, 1926.
- Podzemní Praha. Tragikomedie z tajností dna Prahy. Repertoirní sensační hra Tylova divadla v Praze. Praha, Jos. Šváb-Malostranský, 1928.
- Bahno Prahy. Tragikomedie z Prahy Neznámé o 4 obrazech. V Praze, Evžen K. Rosendorf, [1928].
- Město zatracenců (Bílý hrad). Román z nynější Prahy poválečné – lidí bez bytů a bez zaměstnání. Praha, Knih. Z kroniky Staré Prahy, 1932.

## Překlady
(výběr)
- Náčelník tajné policie. Román o dvou dílech. Anglicky napsal H.F. Wood. V Praze, Politika, 1891.
- Dobrodružství tuláka Finna. Humoristický román. Anglicky napsal Mark Twain. V Praze, 1893.
- Upír. Román. Anglicky napsal Lawrence Lynch. V Praze, Politika 1894.